# Roggendorf (Gemeinde Röschitz)
Roggendorf ist eine Ortschaft und eine Katastralgemeinde der Gemeinde Röschitz im Bezirk Horn in Niederösterreich.

## Geschichte
Laut Adressbuch von Österreich waren im Jahr 1938 in der Ortsgemeinde Roggendorf ein Gastwirt, zwei Gemischtwarenhändler, eine Mühle, ein Schmied, zwei Schneiderinnen, ein Schuster und ein Landwirt mit Direktvertrieb ansässig. Etwas außerhalb gab es die Granitwerke Roggendorf.

### Siedlungsentwicklung
Zum Jahreswechsel 1979/1980 befanden sich in der Katastralgemeinde Roggendorf insgesamt 151 Bauflächen mit 62.231 m² und 213 Gärten auf 158.686 m², 1989/1990 gab es 136 Bauflächen. 1999/2000 war die Zahl der Bauflächen auf 321 angewachsen und 2009/2010 bestanden 172 Gebäude auf 406 Bauflächen.

## Kultur und Sehenswürdigkeiten
- Katholische Pfarrkirche Roggendorf hl. Pankraz

## Wirtschaft und Infrastruktur

### Öffentliche Einrichtungen
In Roggendorf gibt es eine Volksschule und einen Kindergarten.

### Bodennutzung
Die Katastralgemeinde ist landwirtschaftlich geprägt. 361 Hektar wurden zum Jahreswechsel 1979/1980 landwirtschaftlich genutzt und 38 Hektar waren forstwirtschaftlich geführte Waldflächen. 1999/2000 wurde auf 329 Hektar Landwirtschaft betrieben und 47 Hektar waren als forstwirtschaftlich genutzte Flächen ausgewiesen. Ende 2018 waren 308 Hektar als landwirtschaftliche Flächen genutzt und Forstwirtschaft wurde auf 52 Hektar betrieben. Die durchschnittliche Bodenklimazahl von Roggendorf beträgt 48,8 (Stand 2010).